# Rudolf Schindler
Rudolf Michael Schindler (ur. 10 września 1887 w Wiedniu, zm. 22 sierpnia 1953 w Los Angeles) – amerykański architekt austriackiego pochodzenia, działający w 1. połowie XX w. głównie w Kalifornii i uważany za jednego z najwybitniejszych przedstawicieli modernizmu w USA.

## Życiorys

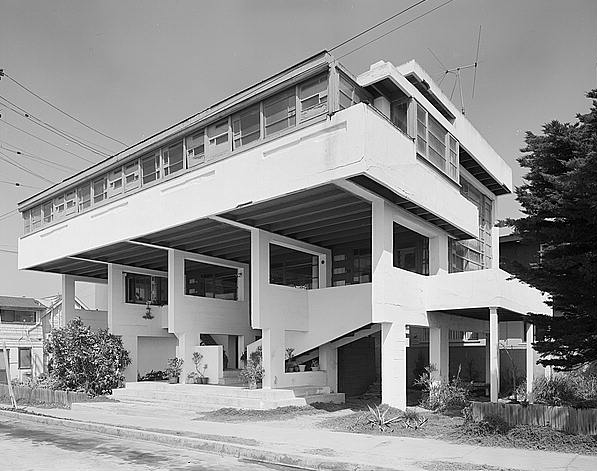
R. M. Schindler: Willa Lovella przy plaży, Los Angeles

Rudolf Michael Schindler w latach 1906–1913 studiował budownictwo i architekturę w Wiedniu. Wraz z Richardem Neutrą był uczniem Ottona Wagnera i Adolfa Loosa. W 1914 Schindler wyjechał do Nowego Jorku, a następnie do Chicago, gdzie przez trzy lata pracował w biurze projektowym jako kreślarz. W 1917 trafił do biura Franka Lloyd Wrighta, w którym pozostał cztery lata i pracował wykonując w znacznym stopniu indywidualne projekty, a w 1920 przejął kierownictwo budowy Hollyhock House w Los Angeles. W 1919 ożenił się z Sophie Pauline Gibling.
W 1921 zbudował w West Hollywood wraz ze swą żoną oraz znajomym inżynierem budownictwa Clydem Chacem i jego żoną Marian wspólny dom połączony z biurem. Rozległy dom posiada osobne pokoje dzienne, lecz wspólną dla obu małżeństw kuchnię oraz biuro. Dom ten należy do najważniejszych dzieł Schindlera, przede wszystkim ze względu na szczególne opracowanie związków między przestrzenią wnętrza i otoczeniem. W 1926 do Schindlerów wprowadził się Richard Neutra z rodziną. Schindler i Neutra założyli "Architectual Group for Industry and Commerce" i wykonali wspólnie kilka projektów, w 1930 zakończyli jednak współpracę. W latach 1926–1929 powstała willa plażowa Philipa M. Lovella z widoczną z zewnątrz betonową konstrukcją.
W 1946 Schindler zbudował dla artysty Kallisa dom o bardzo ekspresyjnych formach - z ukośnymi ścianami i płaszczyznami dachu. W latach 1948–1949 powstał dom Jansona, trójkondygnacyjny budynek położony na stoku z powiększającymi się ku górze powierzchniami pięter.
W 1951 wykryto u Schindlera raka. Architekt zmarł dwa lata później w szpitalu.

## Cechy architektury
Schindler projektował przede wszystkim domy jednorodzinne, większość z nich w południowej Kalifornii. Łącznie wykonał około 330 projektów, z czego około 150 zostało zrealizowanych.
Charakterystyczne dla projektów przez Schindlera jest to, że silnie zwracał uwagę na uwarunkowania topograficzne (wiele jego realizacji znajduje się na stokach, co architekt wykorzystał poprzez schodkowe spiętrzenie brył poszczególnych kondygnacji) oraz zestaw wykorzystywanych form, składający się z klarownych, ostrych krawędzi, stanowczego zróżnicowania brył i sytuacji przestrzennych jak również swobodnego przenikania przestrzeni. Zauważalne są wpływy architektury Wrighta i Loosa. Schindler uchodzi za najważniejszego prekursora projektów "Case Study Houses".
Zależnie od typu budynku i sytuacji Schindler różnicował ich formy od masywnych elementów o surowej fakturze tynku lub beton po lekkie przeszklone drewniane konstrukcje szkieletowe. Ze względu na preferowanie żelbetu w konstrukcji budynków wobec bardzo ograniczonych umiejętności ówczesnych kalifornijskich przedsiębiorstw budowlanych w tej dziedzinie duża część realizacji Schindlera po sześćdziesięciu-osiemdziesięciu latach znajduje się w bardzo złym stanie.
Pracom Schindlera krytycy i teoretycy architektury nie poświęcali za jego życia większej uwagi, zapewne dlatego, że nie były to wielkie realizacje, a niemal wyłącznie niewielkie domy jednorodzinne i wille. Dopiero w latach 80. ponownie odkryto w USA i w Europie znaczenie Schindlera dla rozwoju architektury modernistycznej.

## Główne dzieła
- dom Schindlerów i Chace'ów, 1921–1922, North Kings Road, West Hollywood
- willa Lovella, 1922–1926, Ocean Avenue, Newport Beach
- dom Wolfe'a, 1928–1929, Old Stage Road, Avalon, Catalina Island
- dom Bucka, 1934, Eighth Street, Los Angeles
- dom Walkera, 1935–1936, Kenilworth Avenue, Los Angeles
- budynek wielorodzinny Mackey, 1939–1940, South Cochran Avenue, Los Angeles
- kościół baptystów "Bethlehem", 1944, South Compton Avenue, Los Angeles
- dom i atelier Kallisa, 1946, Multiview Drive, Studio City
- dom Pressburgera, 1945–1947, Agnes Street, Studio City
- Laurelwood Apartments, 1948–1949, Laurelwood Drive, Studio City
- dom Jansona, 1948–1949, Skyline Drive, Los Angeles
- dom Tischlera, 1949–1950, Greenfield Avenue, Westwood